# 拉瓦尔丹
拉瓦尔丹（法語：Lavardin，法語發音：[lavaʁdɛ̃]）是法国萨尔特省的一个市镇，属于马梅尔斯区。

## 地理
拉瓦尔丹（48°4'40"N, 0°3'43"E）面积7.63 平方千米，位于法国卢瓦尔河地区大区萨尔特省，该省份为法国西北部内陆省份，北起顺时针与奥恩省、厄尔-卢瓦省、卢瓦-谢尔省、安德尔-卢瓦尔省、曼恩-卢瓦尔省和马耶讷省接壤，是法国大西部的入口，连接卢瓦尔河谷、布列塔尼和巴黎盆地。
与拉瓦尔丹接壤的市镇（或旧市镇、城区）包括：栋夫龙昂香槟、艾涅、屈尔、德格雷。

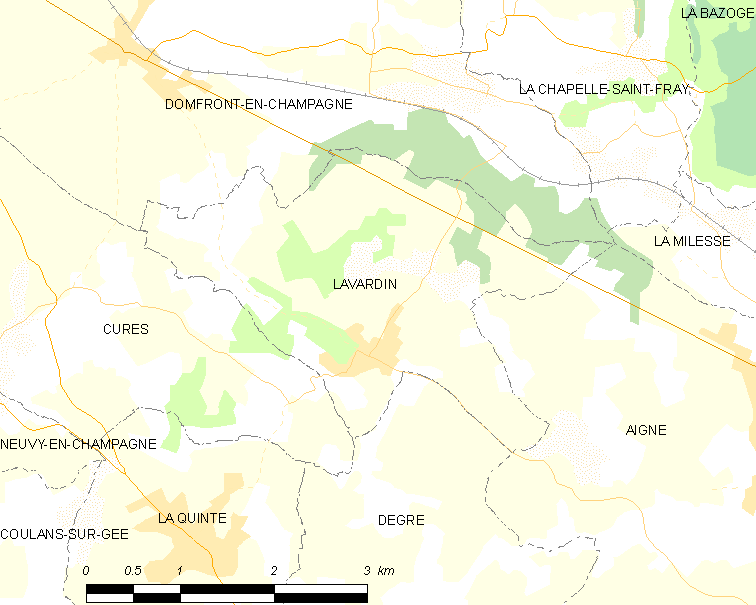
拉瓦尔丹的OSM定位图

拉瓦尔丹的时区为UTC+01:00、UTC+02:00（夏令时）。

## 行政
拉瓦尔丹的邮政编码为72240，INSEE市镇编码为72157。

## 政治
拉瓦尔丹所属的省级选区为卢埃县。

## 人口

1962-2008年间拉瓦尔丹人口变化图示

拉瓦尔丹于2022年1月1日时的人口数量为695人。